# Xã Richland, Quận Adair, Iowa
Xã Richland (tiếng Anh: Richland Township) là một xã thuộc quận Adair, tiểu bang Iowa, Hoa Kỳ. Năm 2010, dân số của xã này là 174 người.